# Ньясс, Шейк
Шейк Ахмет Тидьян Ньясс (фр. Cheikh Ahmet Tidian Niasse; род. 19 января 2000, Госа, Фатик) — сенегальский футболист, полузащитник клуба «Лилль».

## Клубная карьера
Ньясс — воспитанник французских клубов «Булонь» и «Лилль». 28 августа 2019 года в матче против «Сент-Этьена» он дебютировал в Лиге 1, в составе последнего.
1 февраля 2021 года был отдан в аренду до конца сезона в греческий клуб «Панатинаикос».

## Достижения
«Лилль»
- Обладатель Суперкубка Франции: 2021